# NGC 1491
NGC 1491 est une nébuleuse en émission située dans la constellation de Persée. NGC 1491 une région d'hydrogène ionisé.  
Cette nébuleuse a été découverte par l'astronome germano-britannique William Herschel en 1790.

La nébuleuse tient sa coloration rouge foncé en raison de nombreuses étoiles massives (telles que BD+50 866) intégrées dans NGC 1491, produisant de grandes quantités de rayonnement ultraviolet et ionisant l'hydrogène gazeux qui constitue la nébuleuse,.

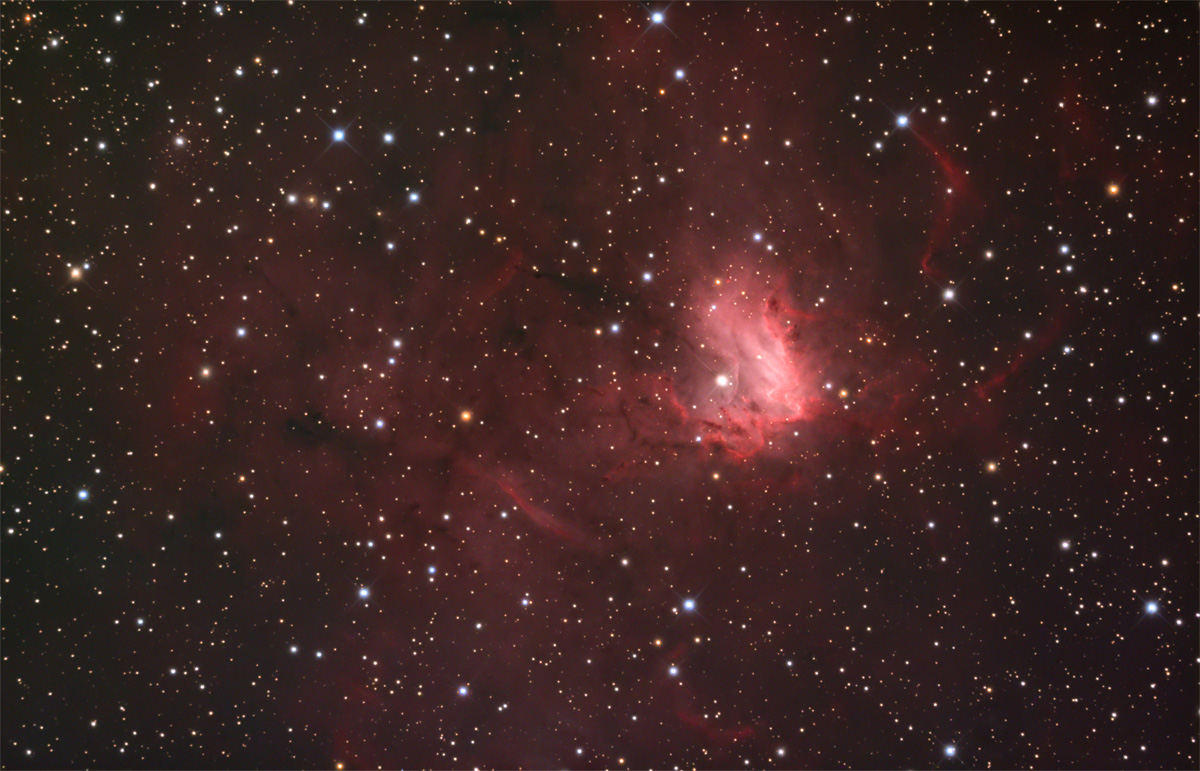
NGC 1491 par Adam Block (Mount Lemmon SkyCenter).